# جو مین کی
جو مین کی (کره‌ای: 조민기؛ ۵ نوامبر ۱۹۶۵ – ۹ مارس ۲۰۱۸) بازیگر اهل کره جنوبی بود. او به خاطر ایفای نقش در عشق و جاه‌طلبی، شرق بهشت و ملکه سوندوک شناخته می‌شود. او همچنین عکاس بود و دو کتاب منتشر کرد و نمایشگاه‌های انفرادی برگزار کرد.